# Best Of... (Sia Furler album)
Best Of ..., også kaldet Sia: Best Of..., er det første greatest hits album fra den australske singer-songwriter Sia, udgivet i Australien den 30. marts 2012 gennem den Sydney-baserede uafhængige pladeselskab Inertia. I opgørelsen indgår spor fra fire af Sias tidligere studiealbum: Healing Is Difficult (2001), Colour the Small One (2004), Some People Have Real Problems (2008) og We Are Born (2010). Der er også to spor featuring Sia, som gæstevokalist ("Destiny" af Zero 7 og "Titanium" af David Guetta), "My Love" fra The Twilight Saga: Eclipse film soundtrack plus en remixet version af "Buttons" af den brasilianske rockband CSS. Albummet blev annonceret i februar 2012, kort efter Sia påstod hun ville gå på pension. Nogle online musikbutikker tilbydes Sias musik DVD TV TV Is My Parent som en bonus.

## Indhold
Best Of ... indeholder atten numre, der spænder over femten års musik fra Sias karriere, herunder samarbejde arbejde med Zero 7 og andre kunstnere. Fjorten numre kommer fra fire af Sias tidligere studiealbums. "Taken for Granted" der repræsenterer det ældste materiale, er den eneste sang fra Sias album 'Healing Is Difficult fra 2002. "Numb", "Where I Belong", "Breathe Me" og "Sweet Potato" har alle været på Sia album Colour the Small One fra 2004. Numre fra hendes 2008-album Some People Have Real Problems inkluderer "The Girl You Lost to Cocaine", "Day Too Soon", Ray Davies' "I Go to Sleep", "Soon We'll Be Found" og "Buttons". "Clap Your Hands", "Bring Night", "You've Changed" og "The Fight" er oprindeligt fra Sias tidligere studiealbum We Are Born (2010).
De resterende fire numre repræsenterer kollaborative værker, et soundtrack og et remix. "Destiny" dukkede først op på den britiske duo Zero 7s album Simple Things (2001); sporet har vokaler af Sia og Sophie Barker. "My Love" blev vist i The Twilight Saga: Eclipse film soundtrack (2010). "Titanium", skrevet af Sia, David Guetta, Giorgio Tuinfort og Nick van de Wall, først dukkede op på Guettas album Nothing but the Beat fra 2011.

## Trackliste
| #   | Titel                                   | Sangskriver(e)                                     | Længde |
| --- | --------------------------------------- | -------------------------------------------------- | ------ |
| 1.  | "Clap Your Hands"                       | Sia Furler, Samuel Dixon                           | 3:58   |
| 2.  | "The Girl You Lost to Cocaine"          | Furler, Rob Allum, Phil Marten, Eddie Myer         | 2:40   |
| 3.  | "Destiny" (Zero 7 featuring Sia)        | Furler, Sophie Barker, Henry Binns, Sam Hardaker   | 3:47   |
| 4.  | "Buttons"                               | Furler, Freescha                                   | 3:16   |
| 5.  | "Day Too Soon"                          | Furler, Dixon                                      | 4:23   |
| 6.  | "Numb"                                  | Furler, James McMillan                             | 4:40   |
| 7.  | "Where I Belong"                        | Furler, Dixon                                      | 4:43   |
| 8.  | "Breathe Me"                            | Furler, Dan Carey                                  | 4:34   |
| 9.  | "Sweet Potato"                          | Furler, Kevin Cormack, Jimmy Hogarth               | 4:00   |
| 10. | "Bring Night"                           | Furler, Greg Kurstin                               | 2:57   |
| 11. | "My Love"                               | Furler, Oliver Kraus                               | 5:14   |
| 12. | "Titanium" (David Guetta featuring Sia) | Furler, Guetta, Giorgio Tuinfort, Nick van de Wall | 3:57   |
| 13. | "You've Changed"                        | Furler, Lauren Flax                                | 3:11   |
| 14. | "I Go to Sleep"                         | Ray Davies                                         | 3:46   |
| 15. | "The Fight"                             | Furler,Carey                                       | 3:37   |
| 16. | "Soon We'll Be Found"                   | Furler, Rick Nowels                                | 4:20   |
| 17. | "Taken for Granted"                     | Furler, Corsbie, Sergei Prokofiev                  | 4:34   |
| 18. | "Buttons" (CSS Mix)                     | Furler, Freescha                                   | 3:26   |

Track notering tilpasset fra Allmusic, herunder poster fra Healing Is Difficult, Colour the Small One, Some People Have Real Problems and We Are Born.